# Bumiharjo (Borobudur)
Bumiharjo is een bestuurslaag in het regentschap Magelang van de provincie Midden-Java, Indonesië. Bumiharjo telt 1991 inwoners (volkstelling 2010).